# Romain Guyot
Romain Guyot (Angers, 9 oktober 1992 – nabij La Roche-sur-Yon, 3 maart 2016) was een Frans wielrenner.

## Biografie
Guyot werd in 2009 tweede in het Frans kampioenschap wielrennen voor junioren, achter Warren Barguil. Een jaar later won hij een rit in de Vredeskoers voor junioren. In 2011 ging hij rijden voor de Franse club Vendée U. In 2015 liep hij vanaf augustus stage bij Team Europcar. Hier dwong hij echter geen profcontract af.
Op 3 maart 2016 kwam hij tijdens een training in botsing met een vrachtwagen. Guyot liet bij dit ongeval het leven.

## Overwinningen
2010
4e etappe Vredeskoers, Junioren
2013
1e etappe Ronde van de Isard
2014
3e etappe deel B Ronde van de Isard (ploegentijdrit)

## Ploegen
- 2015 –  Team Europcar (stagiair vanaf 1-8)

Arashiro · Bernaudeau · Boudat · Coquard · Cousin · Craven · Duchesne · Engoulvent · Gautier · Gène · Guillemois · Hurel · Jeandesboz · Jérôme · Lamoisson · Martinez · Méderel · Morice · Nauleau · Pichot · Quéméneur · Rolland · Sicard · Thévenot · Tulik · Voeckler · Guyot (stagiair) · Krainer (stagiair) · Sellier (stagiair)